# Algeria
L'Algeria (AFI: /alʤeˈria/; in arabo الجزائر‎?, al-Jazāʾir; in berbero ⴷⵣⴰⵢⴻⵔ, Dzayer), ufficialmente Repubblica Democratica Popolare di Algeria (in arabo الجمهورية الجزائرية الديمقراطية الشعبية‎?; in berbero ⵜⴰⴳⴷⵓⴷⴰ ⵜⴰⵎⴳⴷⴰⵢⵜ ⵜⴰⵖⵔⴼⴰⵏⵜ ⵜⴰⴷⵣⴰⵢⵔⵉⵜ, Tagduda tamegdayt taɣerfant tazzayrit), è uno Stato dell'Africa del nord, appartenente al Maghreb e in gran parte occupato dal deserto del Sahara. La capitale, Algeri, è eccentrica rispetto alla totalità del territorio e si situa all'estremo nord; il suo nome identifica anche quello dell'intero Paese. La popolazione si divide fra berberi arabizzati e berberi che hanno mantenuto la loro identità in seguito alla colonizzazione araba del Nordafrica.
In termini di superficie, è il più grande Stato del continente africano dal 9 luglio 2011, quando il Sudan del Sud è diventato indipendente dal Sudan; è inoltre il più grande Stato del mondo arabo, nonché il decimo Stato più esteso della Terra. Confina a nord con il mar Mediterraneo, mentre le frontiere terrestri si dividono con la Tunisia a nord est, la Libia a est, il Niger a sud est, la Mauritania, il Mali e il Marocco ad ovest. L'Algeria è membro dell'Unione Africana e della Lega araba dal momento della sua indipendenza dalla Francia nel 1962, fa parte dell'OPEC dal 1969 e ha contribuito attivamente alla creazione, nel 1988, dell'Unione del Maghreb Arabo (UMA). Costituzionalmente, l'Algeria è definita come un Paese (nell'ordine) musulmano, arabo e berbero.

## Etimologia del nome
Come si comprende facilmente dall'assonanza, questa nazione nordafricana prende il nome dalla sua capitale Algeri, città fondata dai Berberi sulle rovine di una città romana, che vede la presenza nelle acque antistanti di alcuni grossi scogli, definiti in arabo al-Jazāʾir, "le isole".

## Storia
La storia dell'Algeria è ricca e complessa, partendo dall'antica Numidia fino ai giorni nostri. La Numidia fu un regno berbero situato nell'odierna Algeria e Tunisia, che prosperò dal III secolo a.C. al I secolo d.C.. Sotto il regno di Massinissa, la Numidia divenne un potente stato alleato di Roma. Dopo la caduta del regno, la regione fu incorporata nell'Impero romano come provincia.
Con il declino dell'Impero romano, l'Algeria divenne parte del Regno dei Vandali e del regno di Altava nel V secolo, e successivamente fu conquistata in parte dall'Impero bizantino nel VI secolo. Nel VII secolo, con l'arrivo degli arabi, l'Algeria entrò in un nuovo capitolo della sua storia. La diffusione dell'Islam portò profondi cambiamenti culturali e sociali.
Vari regni e dinastie berbere come gli Ziridi, gli Hammadidi, gli Almohadi e gli Zayyanidi dominarono la regione per diversi secoli. I primi, che governarono dal X al XII secolo, furono noti per aver contribuito alla diffusione e all'evoluzione dell'arte islamica e della cultura berbera. Sotto il loro regno, la regione vide la costruzione di molte moschee, palazzi e altre strutture architettoniche che incorporavano elementi decorativi come il zellij (piastrelle a mosaico) e il muqarnaṣ (decorazioni a stalattiti).
Gli Hammadidi, che regnarono dal X al XII secolo, fondarono la città di Qal'a dei Banu Hammad, la cui architettura è un esempio eccezionale dello stile islamico nordafricano. La città includeva grandi palazzi e moschee adornate con intricate opere di stucco e ceramica. Questi elementi decorativi riflettevano l'abilità e la creatività degli artigiani locali, che svilupparono tecniche uniche per la lavorazione dei materiali.
Gli Almohadi, una dinastia berbera che dominò la regione dal XII al XIII secolo, portarono ulteriori innovazioni culturali e architettoniche. Essi costruirono molte delle strutture monumentali che ancora oggi si possono ammirare in Algeria e nel resto del Maghreb. Durante il loro regno, l'arte dello stucco raggiunse nuovi livelli di perfezione, con decorazioni intricate che adornavano le moschee, i minareti e altri edifici pubblici.
I Zayyanidi furono una dinastia berbera che governò il Regno di Tlemcen nell'odierna Algeria dal XIII al XVI secolo. Fondato da Yaghmurasan ibn Zayyan nel 1235, il regno zayyanide fu un importante centro di commercio e cultura nel Maghreb. Sotto il loro dominio, Tlemcen divenne un vivace snodo commerciale e culturale, noto per le sue splendide moschee, scuole e palazzi. Nonostante le frequenti guerre con i Merinidi del Marocco e gli Hafsidi di Tunisi, i Zayyanidi riuscirono a mantenere la loro indipendenza per gran parte della loro storia, contribuendo significativamente all'arricchimento culturale della regione.
Nel XVI secolo, il Paese divenne una reggenza dell'Impero ottomano con il nome di Algeria ottomana, mantenendo una certa autonomia. Questo periodo fu caratterizzato da una relativa stabilità e prosperità economica grazie al commercio marittimo e alla pratica del corsarismo.
Nel 1830, la Francia iniziò la conquista dell'Algeria, che culminò in una lunga e sanguinosa guerra di resistenza da parte dei popoli locali. L'Algeria divenne ufficialmente una colonia francese, e questo periodo fu segnato da una pesante repressione, espropriazione delle terre e sfruttamento delle risorse locali.
Dopo più di un secolo di dominio coloniale, nel 1954 iniziò la guerra d'indipendenza algerina, guidata dal Fronte di Liberazione Nazionale (FLN). Questa guerra durò fino al 1962, quando l’Algeria ottenne finalmente l'indipendenza dalla Francia.
Dopo l'indipendenza, l'Algeria affrontò numerose sfide politiche, economiche e sociali. Sotto la guida di Ahmed Ben Bella e poi di Houari Boumédiène, il Paese adottò politiche socialiste e nazionalizzò molte industrie. Tuttavia, negli anni ottanta e novanta, l'Algeria fu sconvolta da una grave crisi economica e da una sanguinosa guerra civile tra il governo e gruppi islamisti radicali.
Oggi, l'Algeria è una repubblica presidenziale con una ricca diversità culturale e una popolazione giovane e dinamica. Nonostante le sfide economiche e politiche, il paese continua a svolgere un ruolo importante nella regione del Maghreb e nel mondo arabo.

## Geografia

### Morfologia

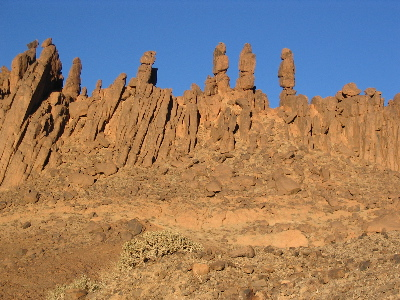
Parte del Sahara algerino

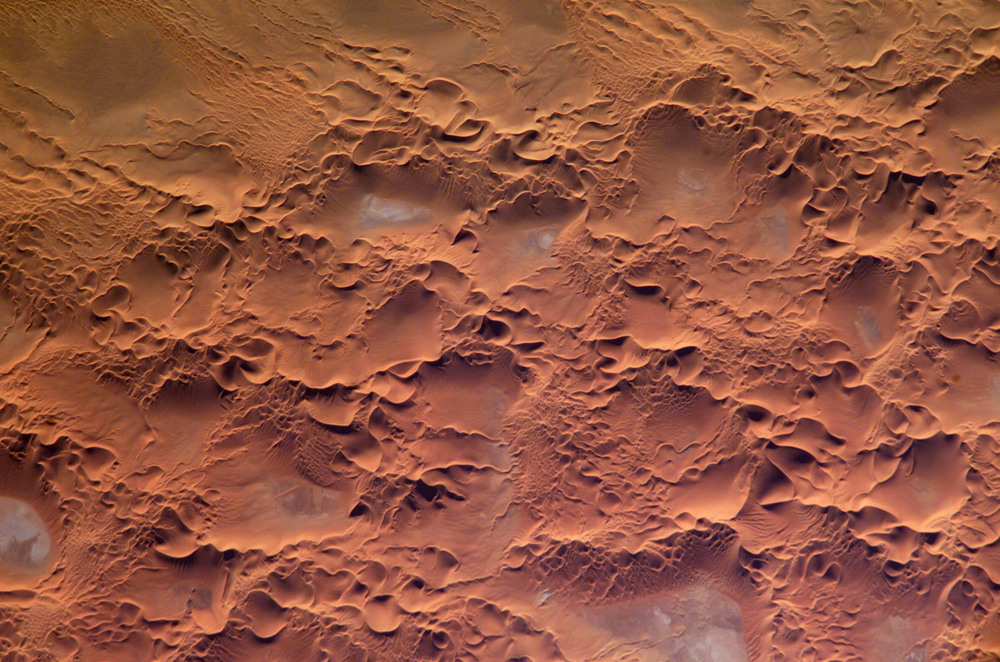
Le dune di Issaouane fotografate dagli astronauti di una missione spaziale.

I confini dell'Algeria includono un'ampia regione, che in epoca ebbe un'amministrazione indipendente. La zona più vitale del paese è certamente il Maghreb, che costituisce un settimo del territorio nazionale. Nel Maghreb confluiscono due sistemi di rilievi e pieghe, formatisi in due fasi dell'orogenesi alpina: l'Atlante Telliano e l'Atlante sahariano.
L'Atlante Sahariano, più antico del Tell (Paleozoico), ha subito fenomeni erosivi più significativi e raggiunge quindi altitudini inferiori. Le brevi catene di Ksour ("palazzi" in arabo), Amour, Ouled Nayl non oltrepassano i 2000 m di altezza. Fanno eccezione i massicci dell'Aurès (2328 m) e dell'Ahaggar (3000 m). All'interno si trova una successione di altopiani che variano in altezza fra i 600 e i 1200 m; più estesi a ovest, a est si uniscono alle catene del Tell per proseguire verso la Tunisia. Geomorfologicamente, l'Atlante Sahariano è caratterizzato da uno zoccolo archeozoico di rocce cristalline (predominanti micascisti e gneiss).
A più riprese il mare è penetrato nella zona, per cui le rocce più antiche sono coperte da strati sedimentari calcarei, arenarie e argille. Lo zoccolo cristallino emerge invece in corrispondenza dell'Ahaggar, che a tratti appare coperto da formazioni laviche basaltiche. L'importante degradazione meteorica subita dalla regione, e la conseguente frammentazione delle rocce superficiali, hanno portato a una morfologia desertica fra le più peculiari del mondo, con superfici rocciose erose dal vento (Hamad di Tademait) alternate ad aree sabbiose (Grande Erg Occidentale e Orientale) e ciottolose.

### Idrografia
La rete idrografica algerina, come quella di gran parte dell'Africa mediterranea, è molto povera e limitata alla zona costiera. Gli unici fiumi a corso perenne sono quelli che da sud sfociano nel Mediterraneo (Tafna e Soummam). Essi raggiungono però solo modeste lunghezze. Dai rilievi dell'Atlante hanno origine corsi d'acqua a carattere torrentizio, che spesso non raggiungono il mare a causa della forte evaporazione, oppure vanno ad alimentare dei laghi salati chiamati shott che, trascritti alla francese, diventano chott, e oasi.
La povertà d'acqua è alla base di uno dei gravi problemi che colpiscono la regione: la desertificazione, cioè la progressiva estensione verso nord delle terre desertiche. Però in Algeria è in corso un programma di difesa contro il deserto: si sta ergendo una barriera di cipressi e pini, lunga 1500 km e larga 20 km, per frenare questo fenomeno.

### Clima
Pur appartenendo all'area climatica mediterranea, il Maghreb esibisce le caratteristiche tipiche di questo clima solo sulla costa. Ad Algeri, per esempio, la temperatura media annua si aggira sui 18 °C (media invernale 12 °C, estiva 24 °C) mentre presso l'alto Chelif si registrano gelate invernali e temperature estive fino a 47 °C. Le precipitazioni sono in gran parte determinate dall'interazione fra le masse d'aria oceaniche, umide, e quelle secche continentali, di provenienza sahariana. Sul versante esterno del Tell, in alcune zone, cadono fino a 1000 millimetri di pioggia annua; negli altopiani interni i valori scendono a 300-400, per risalire solo sui pendii dell'Atlante sahariano. Nella zona sahariana il clima è estremamente arido, con escursioni termiche sia stagionali che giornaliere fortissime. Le precipitazioni sono inferiori ai 10 mm annui, con poche eccezioni (per esempio l'Ahaggar, con 200 mm).

## Società

### Demografia

Crescita demografica in Algeria dal 1960 al 2017

Gli abitanti di questo paese risultano essere 42 005 390 con una densità di 16 abitanti per km². La popolazione algerina è quasi quadruplicata nell'ultimo mezzo secolo, dato che nel 1960 gli abitanti erano 10,9 milioni. Importante è stato ed è tuttora il flusso migratorio in Francia.
Di questi il 99% è composto da arabi e berberi (in particolare cabili e tuareg).

### Etnie

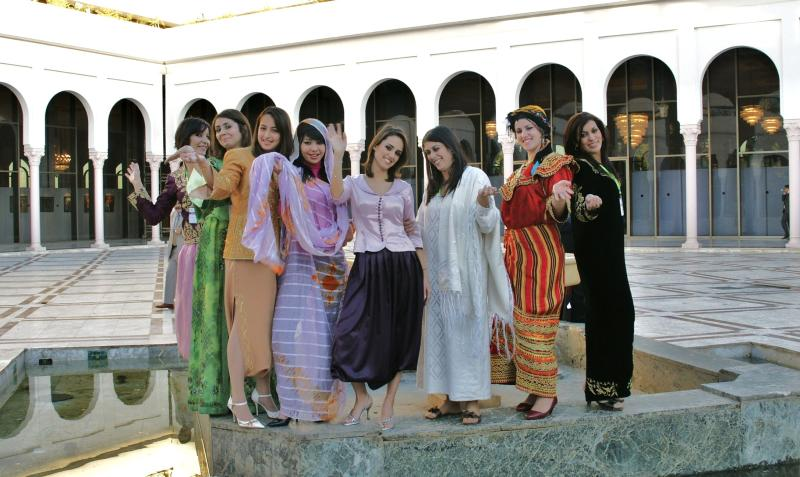
Donne algerine in costumi tradizionali.

La maggior parte della popolazione algerina è composta da una base etnica berbera, arricchita col passare dei secoli da elementi fenici, romani, bizantini, turchi e, soprattutto, arabi, infatti molti degli algerini si possono definire berberi arabizzati. Inoltre, sono presenti i discendenti dei rifugiati musulmani cacciati dalla Spagna agli inizi del XVI secolo. Una discreta parte degli algerini discende invece dai turchi, la cui presenza risale al periodo ottomano (questa comunità è nota con l'espressione koulougli).
Oltre alla popolazione berbera e araba, l'Algeria presenta minoranze storicamente rilevanti. Si tratta della comunità ebraica (discendente sia da ebrei indigeni che dai sefarditi immigrati nel XV secolo) e di quella pieds-noirs. I pieds-noirs europei erano di discendenza prevalentemente francese, corsa, spagnola, italiana e maltese e divennero il gruppo dominante nel paese durante il periodo coloniale francese. Il termine pieds-noirs includeva talvolta anche la locale comunità ebraica. In seguito all'indipendenza dell'Algeria, la stragrande maggioranza delle comunità europee ed ebraiche abbandonarono il paese per trasferirsi in Francia. Oggi europei ed ebrei raggiungono insieme solamente l'1% della popolazione algerina.

### Lingue

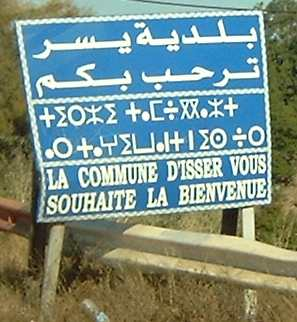
Segnale stradale in arabo, berbero e francese

Le lingue ufficiali del paese sono l'arabo e, dopo molti anni di battaglia e di politica di arabizzazione, il berbero, a seguito della riforma costituzionale. Il francese, residuo del periodo coloniale e largamente diffuso, è utilizzato prevalentemente nei centri urbani, dalle classi più agiate e in ambito economico.

### Religioni

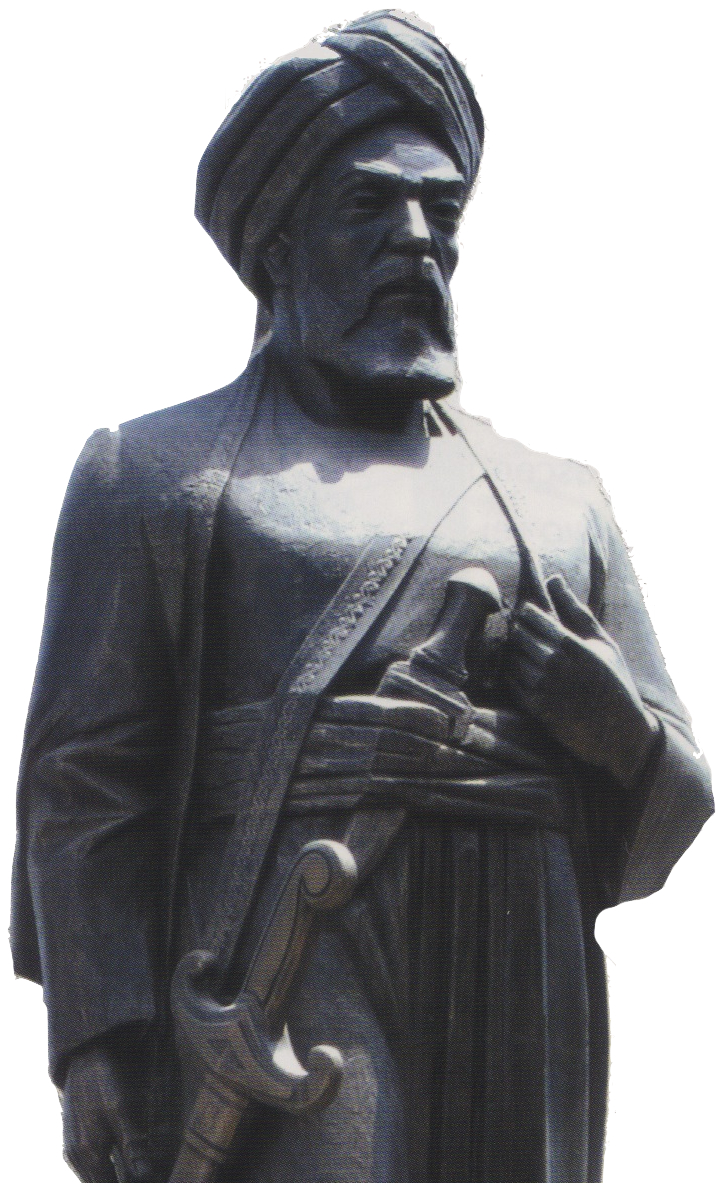
Bulughīn ibn Zīrī, primo della dinastia dei Ziridi, fondatore di Algeri.

Il 99% della popolazione è di fede islamica. Il restante 1% si divide tra cristiani ed ebrei.

## Ordinamento dello Stato

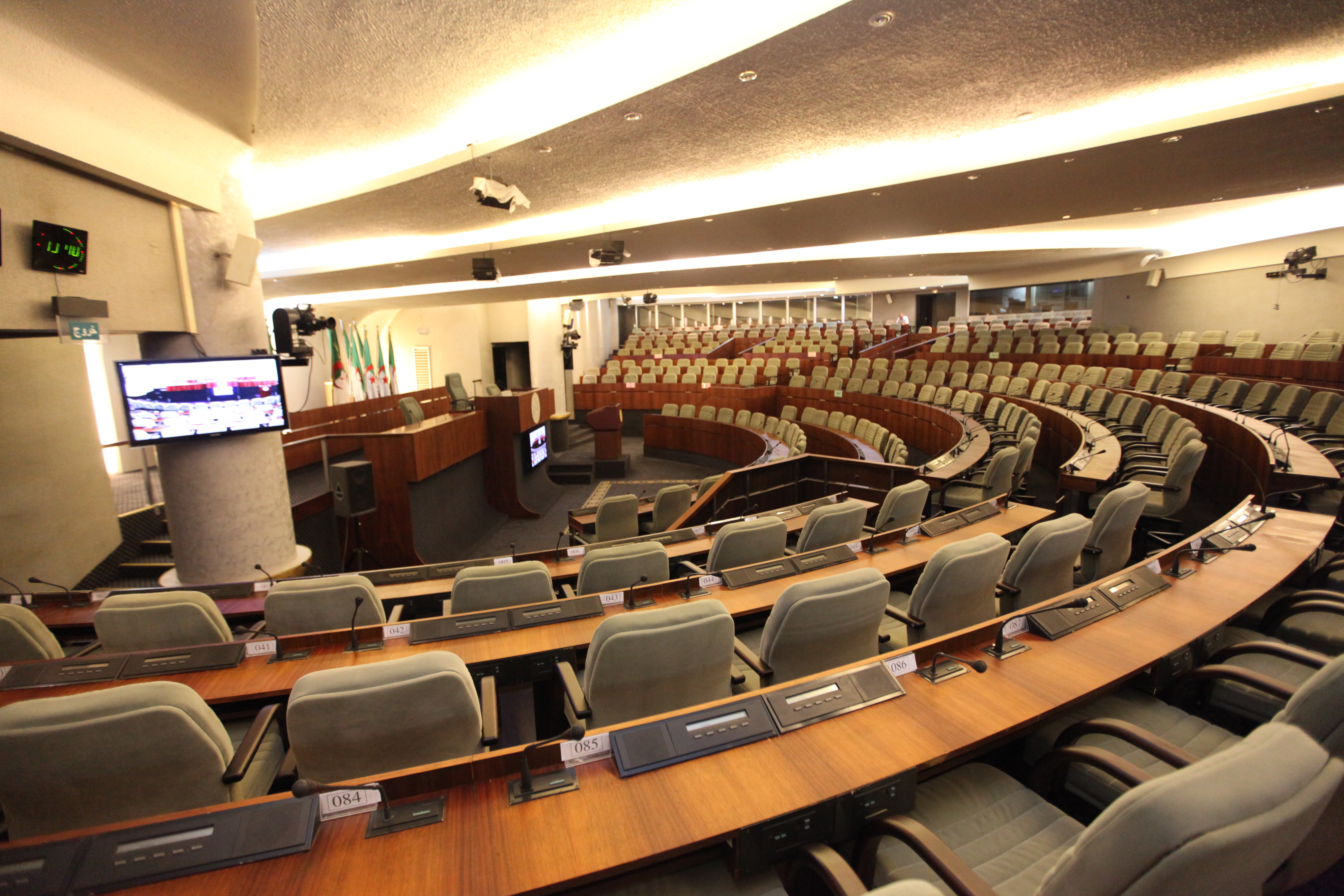
Emiciclo dell'Assemblea popolare nazionale

Secondo la Costituzione (del 1976, modificata nel 1979 ed emendata nel 1988, 1989, 1996 e 2016), l'Algeria è una repubblica presidenziale democratica, sebbene di fatto i militari esercitino ancora una grande influenza. La costituzione consente libertà di organizzazione dei partiti politici, purché approvati dal Ministero dell'interno che verifica che non siano su base confessionale, linguistica, razziale o regionale e che non ammettano né la violenza né influenze straniere.
Il presidente della Repubblica è eletto a suffragio universale, diretto e segreto per un mandato di cinque anni rinnovabile; è il capo
- dello Stato: firma i decreti presidenziali, nomina le alte cariche della repubblica, ha diritto di grazia e di commutazione della pena, assegna decorazioni;
- del Consiglio dei ministri: lo presiede, nomina e rimuove il primo ministro;
- del Supremo consiglio di sicurezza: è responsabile della difesa nazionale, anche come capo delle forze armate;

Inoltre
- guida la politica estera, conclude e ratifica i trattati internazionali;
- ha il diritto di organizzare e indire referendum.

Il potere esecutivo è ripartito tra presidente e primo ministro. Quest'ultimo gestisce i rapporti del governo con il Parlamento in base a un programma di governo (se sfiduciato deve dimettersi, ma la sfiducia successiva a due primi ministri comporta lo scioglimento del parlamento) e gestisce l'attuazione delle norme e l'amministrazione pubblica.
Il potere legislativo è bicamerale asimmetrico: l'Assemblea popolare nazionale conta 389 eletti a suffragio universale diretto per un mandato di 5 anni, mentre il meno potente Consiglio nazionale conta 144 membri, 2/3 individuati indirettamente dagli eletti nei consigli locali e per ⅓ designati dal presidente, per un mandato di 6 anni (rinnovato per metà ogni tre anni). Il parlamento controlla l'azione del governo e approva le leggi; il diritto d'iniziativa legislativa spetta al capo del governo oltre che ai deputati (in numero minimo di 20).
Il potere giudiziario è costituito da magistrati di nomina presidenziale.

### Suddivisioni storiche e amministrative

Distribuzione nel territorio nazionale dei codici numerici identificatori delle wilayat

L'Algeria è divisa in 58 wilāyāt (province), ciascuna delle quali è suddivisa in dāʾira, 548 per tutto il paese, a loro volta suddivisi in comuni, 1541, che rappresentano il terzo livello di suddivisione amministrativa del paese.
La provincia prende il nome dalla città che ne è il capoluogo, così come le daʾira (circoscrizioni) e le baladiyyāt (comuni) prendono il nome dai loro capoluoghi. I governatori sono nominati dal presidente e rispondono al ministro dell'interno.

1: Adrar

2: Chlef

3: Laghouat

4: Oum el-Bouaghi

5: Batna

6: Béjaïa

7: Biskra

8: Béchar

9: Blida

10: Bouira

11: Tamanrasset

12: Tébessa

13: Tlemcen

14: Tiaret

15: Tizi Ouzou

16: Algeri

17: Djelfa

18: Jijel

19: Sétif

20: Saida

21: Skikda

22: Sidi Bel Abbes

23: Annaba

24: Guelma

25: Constantina

26: Médéa

27: Mostaganem

28: M'Sila

29: Mascara

30: Ouargla

31: Orano

32: El Bayadh

33: Illizi

34: Bordj Bou Arréridj

35: Boumerdès

36: El Tarf

37: Tindouf

38: Tissemsilt

39: El Oued

40: Khenchela

41: Souk Ahras

42: Tipasa

43: Mila

44: 'Ayn Defla

45: Naama

46: Aïn Témouchent

47: Ghardaïa

48: Relizane

49: Provincia di El M'Ghair

50: Provincia di Al-Mani'a

51: Provincia di Ouled Djellal

52: Provincia di Bordj Badji Mokhtar

53: Provincia di Béni Abbès

54: Provincia di Timimoun

55: Provincia di Touggourt

56: Provincia di Djanet

57: Provincia di In Salah

58: Provincia di In Guezzam

### Città principali
Le città più popolose dell'Algeria sono la capitale Algeri, che è l'unica con oltre due milioni di abitanti, Orano, che ha circa 800 000 abitanti, Costantina, Annaba e Blida.

### Istituzioni

#### Ordinamento scolastico
L'Algeria indipendente ha al suo attivo un'imponente trasformazione delle strutture scolastiche del Paese, che ha rivalutato le sue radici arabo-islamiche pur senza trascurare le necessità dettate dal mondo contemporaneo. L'istruzione (impartita nella lingua ufficiale del Paese, l'arabo) è obbligatoria e gratuita per nove anni, partendo dai sei anni fino ai 15. Le scuole elementari durano sei anni e forniscono una preparazione di base. Anche le scuole secondarie durano complessivamente sei anni, ma si articolano al loro interno in due microcicli triennali, di cui solo il primo è obbligatorio. Il secondo triennio fornisce un'educazione di indirizzo e prepara gli studenti all'educazione superiore, impartita nelle università e nei numerosi istituti superiori (principalmente con indirizzo tecnico, agricolo o professionale) presenti nel Paese. Istituti universitari si trovano ad Algeri, Orano e Costantina; molti studenti, però, frequentano università straniere, soprattutto francesi.

#### Università
In ambito universitario si ricorda l'Università di Algeri, prima università algerina, fondata nel 1909.

#### Forze armate
Negli ultimi anni, l'Algeria sta potenziando sempre di più il suo settore militare, spendendo circa il 6% del budget in spese militari; è la seconda potenza militare più significativa dell'intero continente africano, dopo l’Egitto.
L'esercito conta circa 110 000 uomini, la marina circa 6 000. L’Algeria può contare anche su un'efficiente forza aerea che a sua volta è formata da circa 14 000 uomini, mentre sono circa 8 000 gli uomini della Difesa Aerea Territoriale attualmente in servizio.

## Politica

### Politica interna

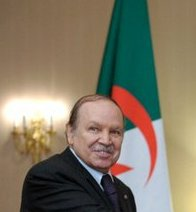
Abdelaziz Bouteflika, ex presidente dell'Algeria

L'Algeria (ufficialmente Repubblica Democratica Araba di Algeria) è stata retta dal 1999 al 2019 dal presidente Abdelaziz Bouteflika.
Uno studio del 2010 della Freedom House di Washington ha sancito che l'Algeria non è un Paese libero, che non vi è libertà di stampa e che non è una democrazia elettorale. La situazione cambiò solo a seguito della primavera araba, con la rivolta del popolo algerino.
Nelle elezioni presidenziali svoltesi il 17 aprile 2014 Abdelaziz Bouteflika fu eletto presidente per la quarta volta.
Nelle ultime elezioni parlamentari svoltesi il 4 maggio 2017 il Fronte di Liberazione Nazionale è risultato il partito maggiormente votato (25,67%).
Dal 19 dicembre 2019 l'attuale presidente dell'Algeria è Abdelmadjid Tebboune.

### Politica estera
Fa parte dell'Unione Africana (2002), della Lega Araba (1962), dell'Unione del Maghreb Arabo (1989), dell'Organizzazione della Conferenza Islamica (1969), del Movimento dei Non-Allineati (1961) e dell'OPEC (1969).

## Economia

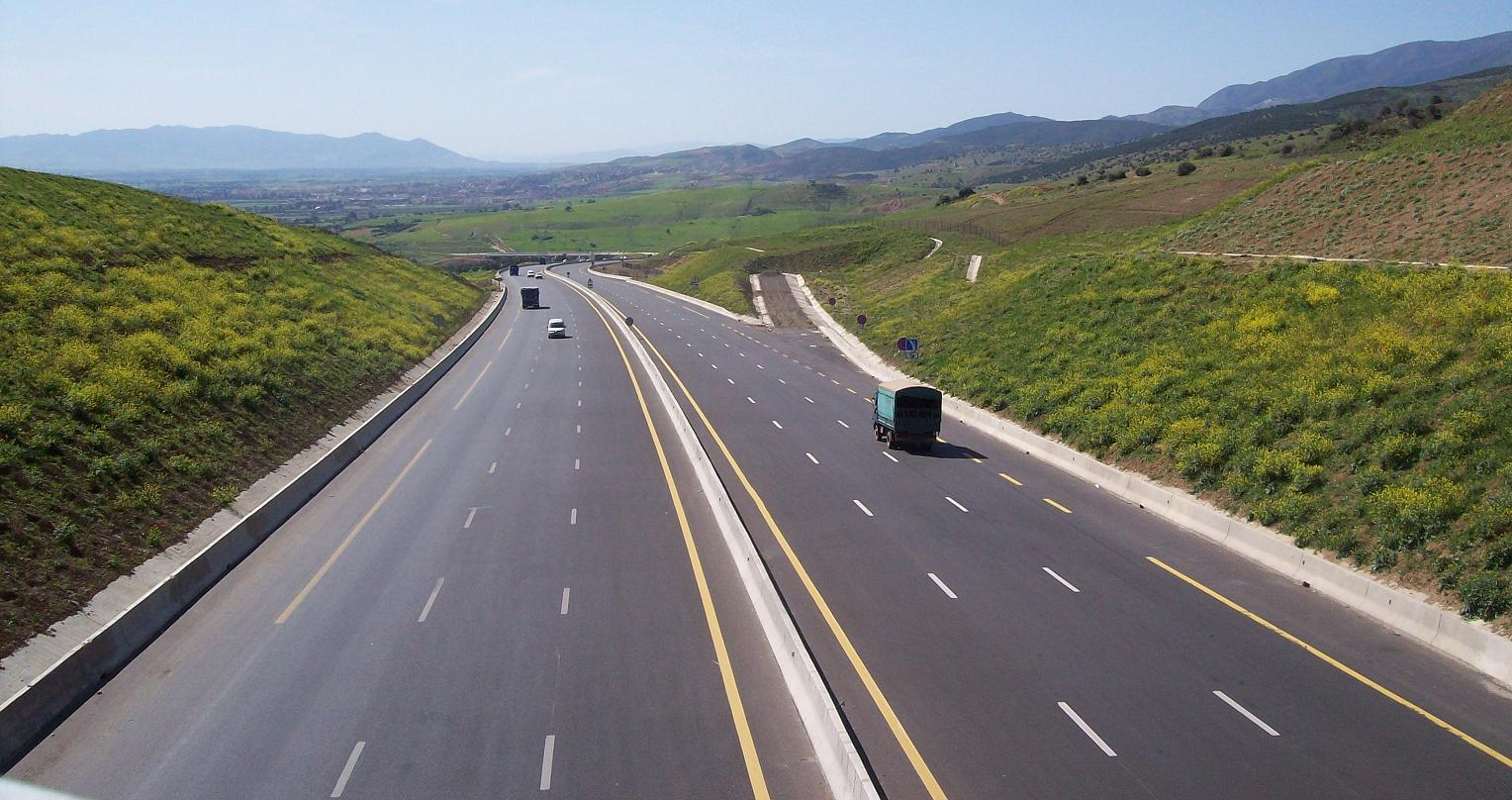
L'autostrada A1 nei pressi di Ghomri.

L'Algeria ha avuto a lungo un'economia ispirata al socialismo di stato. A partire dagli anni Novanta il governo ha iniziato la transizione verso l'economia di mercato.

### Agricoltura
L'agricoltura, condizionata dalla bassa produttività, non ha un ruolo importante nell'economia algerina: più della metà del fabbisogno alimentare viene soddisfatto dalle importazioni. Le principali coltivazioni forniscono grano, orzo, avena, patate, olive, uva, arance e datteri. Alla base dell'allevamento stanno ovini e caprini, ma anche bovini, cammelli e volatili. La silvicoltura fornisce legna, cortecce per la concia delle pelli e sughero.
Importante la pesca: la flotta algerina cattura tonno, pesce spada, sardine, acciughe e crostacei.

### Materie prime
Il settore energetico, in particolare l'estrazione dei combustibili fossili, costituisce l'ossatura dell'economia algerina, generando circa il 30% del prodotto interno lordo e oltre il 95% del valore delle esportazioni. Il paese è il diciassettesimo al mondo per riserve petrolifere, stimate in 12,2 miliardi di barili. Altresì abbondanti le riserve di gas: con oltre 4500 miliardi di metri cubi l'Algeria è al decimo posto al mondo.
Il paese è ricco di altre materie prime, come ad esempio il ferro. A Ghar Jbeilat, nella provincia di Tindouf, nella zona occidentale del paese, è stata scoperta una delle miniere di ferro più grandi del mondo, oggetto di un accordo per il suo sfruttamento tra il governo algerino e quello cinese.

### Commercio estero
La bilancia commerciale dell'Algeria resta fortemente dipendente dal reddito generato dalla vendita di petrolio e gas, che nel 2007 da sola costituiva oltre il 97% delle esportazioni totali.
Nel 2007, il volume delle esportazioni è stato pari a 63,3 miliardi di dollari contro i 26,1 miliardi di importazioni, con un surplus di 37,17 miliardi di dollari. Il principale partner commerciale dell'Algeria è l'Unione europea, verso la quale si è registrato più della metà del commercio estero algerino; tra i singoli stati, gli Stati Uniti sono al primo posto con un volume di scambi di 19 miliardi di dollari, seguiti da Italia e Spagna.

### Turismo
Lo sviluppo del settore del turismo in Algeria è stato ostacolato dalla mancanza di strutture ricettive, ma dal 2004 un'ampia strategia di sviluppo turistico è stata messa in atto, con conseguente innalzamento degli standard qualitativi delle più moderne strutture ricettive.
Il paese conta sette siti dichiarati patrimonio dell'umanità dall'UNESCO. Tra questi Djémila, dove sono stati ritrovati i resti dell'antica città romana di Cuicul, e la qasba di Algeri, entrata a far parte del patrimonio nel 1992.
Maqam Echahid viene spesso considerato monumento nazionale d'Algeria.

## Ambiente

### Flora

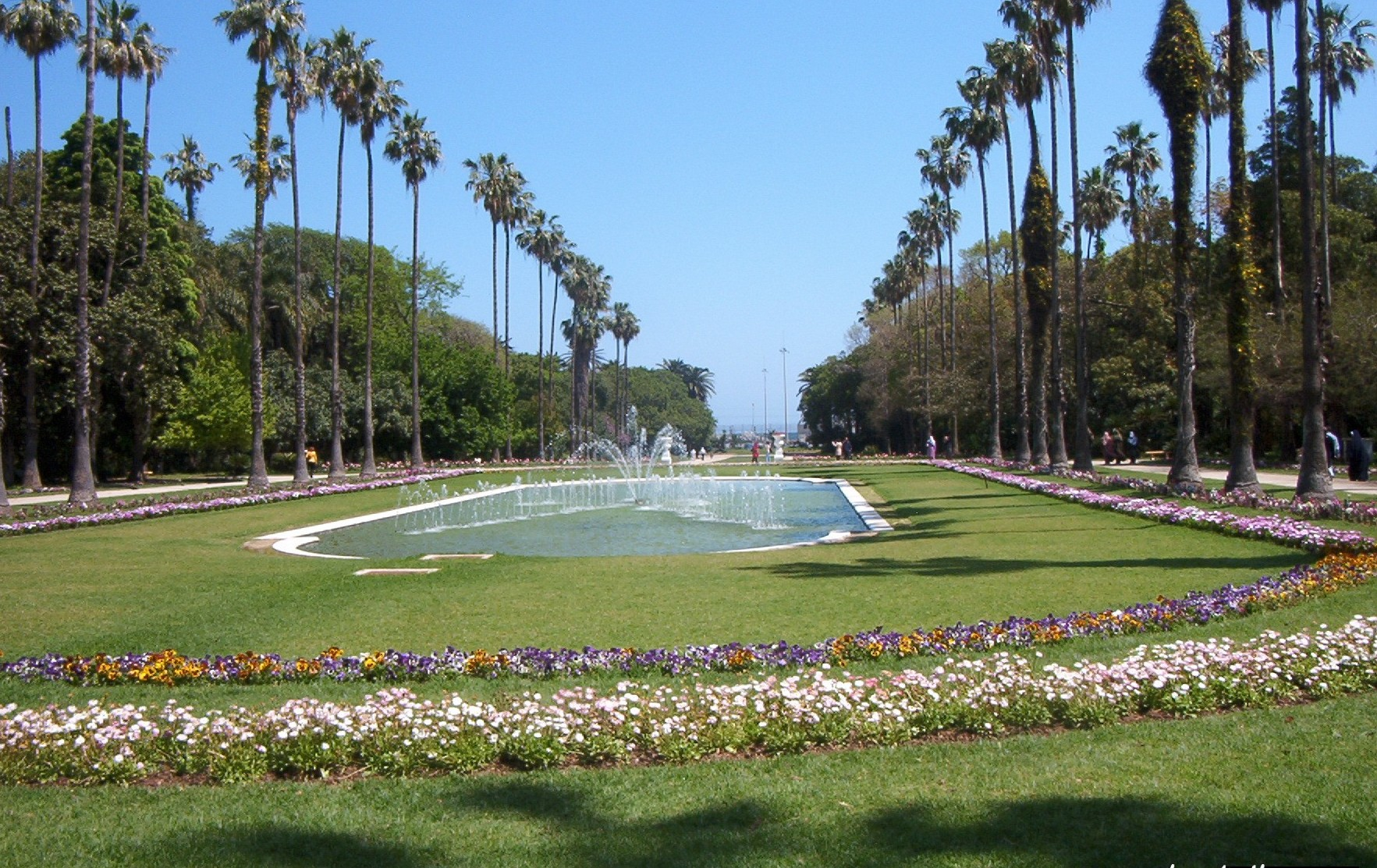
Giardino botanico di Hamma ad Algeri

La vegetazione naturale è rappresentata nel Tell dalla tipica macchia mediterranea, dagli agrumi e dagli ulivi; nelle parti più elevate e climaticamente favorite si estendono foreste la cui superficie è stata ridotta dall'opera dell'uomo in cerca di legname per i vari usi e di nuove terre da coltivare. Prevalgono le specie arboree a fogliame persistente, più capaci di conservare l'umidità acquisita nella stagione piovosa; dove invece le precipitazioni sono sufficienti a mantenere specie arboree, prevalgono arbusti e cespugli, in una formazione vegetale detta «boscaglia di giuggioli».
La steppa è caratterizzata da piante, erbacee e legnose, raccolte a macchie più o meno fitte; secondo la natura del suolo prevale l'alfa (Stipa tenacissima), l'artemisia (Artemisia herba alba), o il drinn (Aristida pungens) nelle zone sabbiose.
Caratteristica del deserto, che occupa l'85% del territorio algerino, è l'assenza totale di vegetazione in vaste estensioni. Nessuna pianta permanente, infatti, per quanto possa ingegnarsi a difendersi contro l'aridità, può sopravvivere nei lunghi intervalli fra una precipitazione e l'altra; l'erba cresciuta subito dopo la pioggia resiste in vita soltanto pochi giorni. La vegetazione permanente è condizionata dalla presenza di acque sotterranee e si sviluppa unicamente nelle oasi o nel letto dei fiumi donde le piante spingono in profondità lunghissime radici.

### Fauna

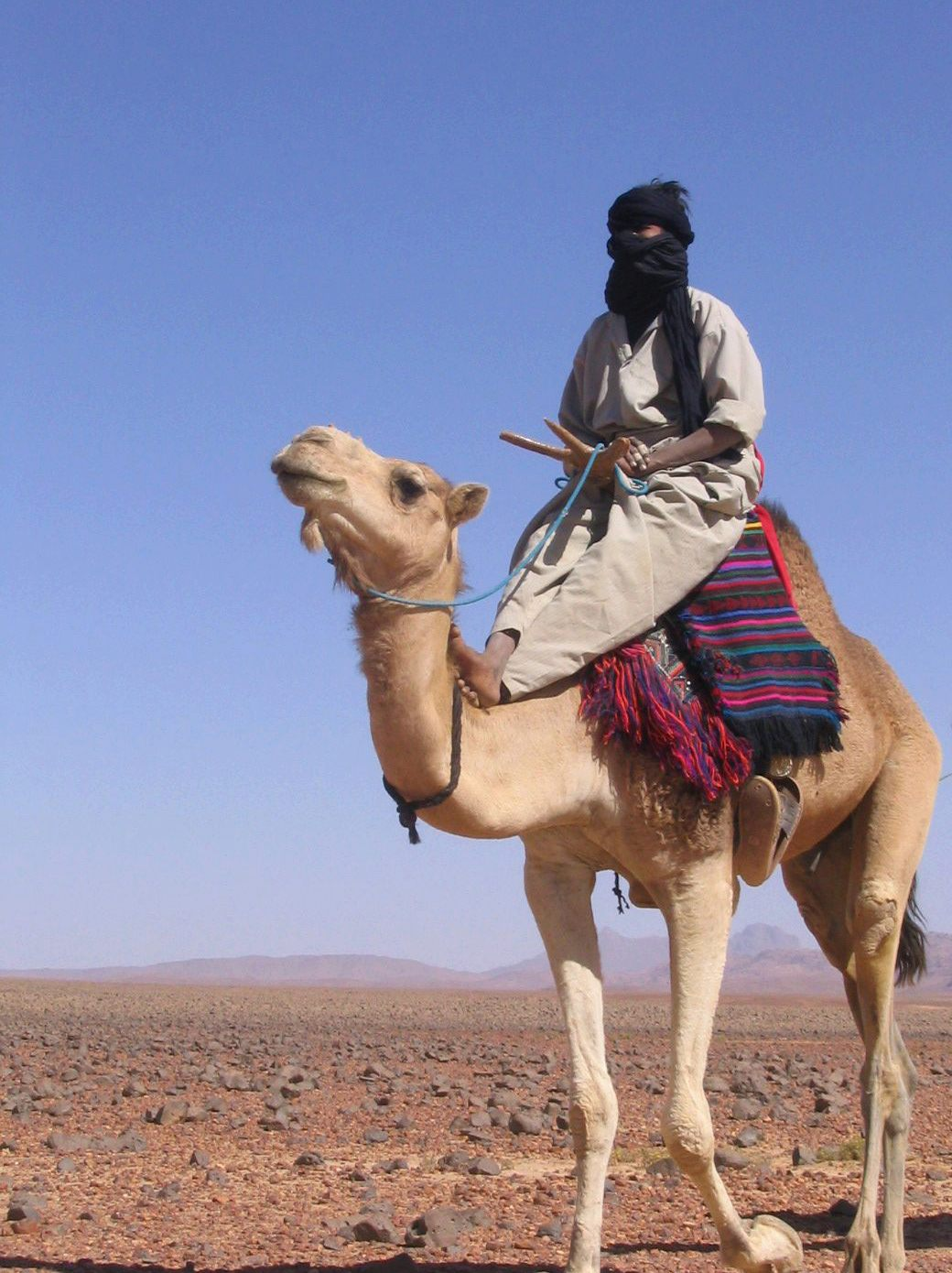
Dromedario nel sud dell'Algeria

Il Tell, che presenta clima e flora di tipo mediterraneo, non ospita specie animali diverse da quelle, selvagge o domestiche, presenti nei Paesi dell'Europa meridionale; nella regione steppica vivono gazzelle, ammotraghi, otarde e, almeno sino a tempi recenti, gli struzzi. Alcune specie animali, come gli elefanti, presenti in tempi storici nel territorio dell'attuale Algeria, sono scomparse del tutto. L'elemento animale tipico del Sahara, il dromedario, non è affatto autoctono, come si potrebbe pensare, ma è stato importato nei primi secoli dell'era cristiana e fatto oggetto di allevamento in considerazione delle sue caratteristiche particolarmente idonee alla vita del deserto nel quale è compagno indispensabile per l'uomo.

## Cultura

### Arte

#### Architettura
L'architettura dell'Algeria è influenzata da numerosi stili: quello moresco, bizantino, spagnolo, islamico, francese ed ottomano. Questa contaminazione è presente, in particolar modo, nel nord del paese mentre, nella zona sahariana, sono presenti le tipiche costruzioni in color ocra e bianche.

#### Pittura e scultura

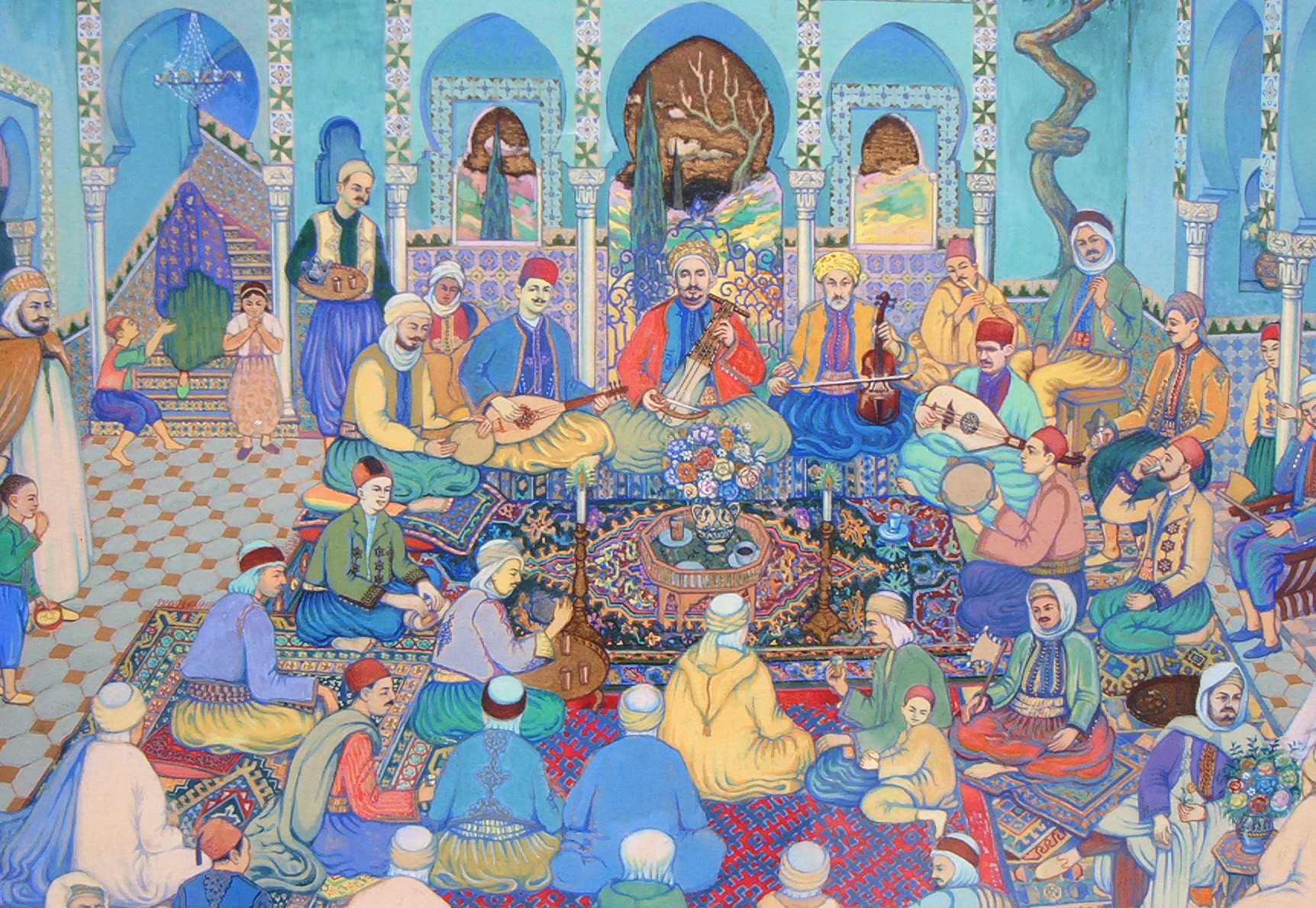
Dipinto di Bachir Yellès

Pur non essendo algerini, è importante sottolineare come artisti come Delacroix, Renoir, Matisse e Fromentin, a seguito della loro visita al Paese a cavallo del XIX secolo e del XX secolo, crearono un nuovo approccio all'uso della luce.
Nel periodo coloniale nacque Mohammed Racim che, divenuto famoso in patria, fu molto apprezzato anche in Francia. Un noto pittore astratto fu Mohammed Khadda, allievo di Picasso a Parigi, divenne famoso con il suo ritorno in patria. Della stessa scuola furono M'hamed Issiakhem e Choukri Mesli che si formarono anch'essi a Parigi. I più noti attuali pittori algerini, laureati del premio Abd-el-Tif d'Algeri, tra i quali Maurice Boitel, hanno contribuito al prestigio artistico dell'Algeria.

#### Patrimoni dell'umanità
L'Algeria dispone di un importante patrimonio culturale tanto che alcuni suoi siti sono stati inseriti nella lista dei patrimoni dell'umanità dell'UNESCO.

### Letteratura

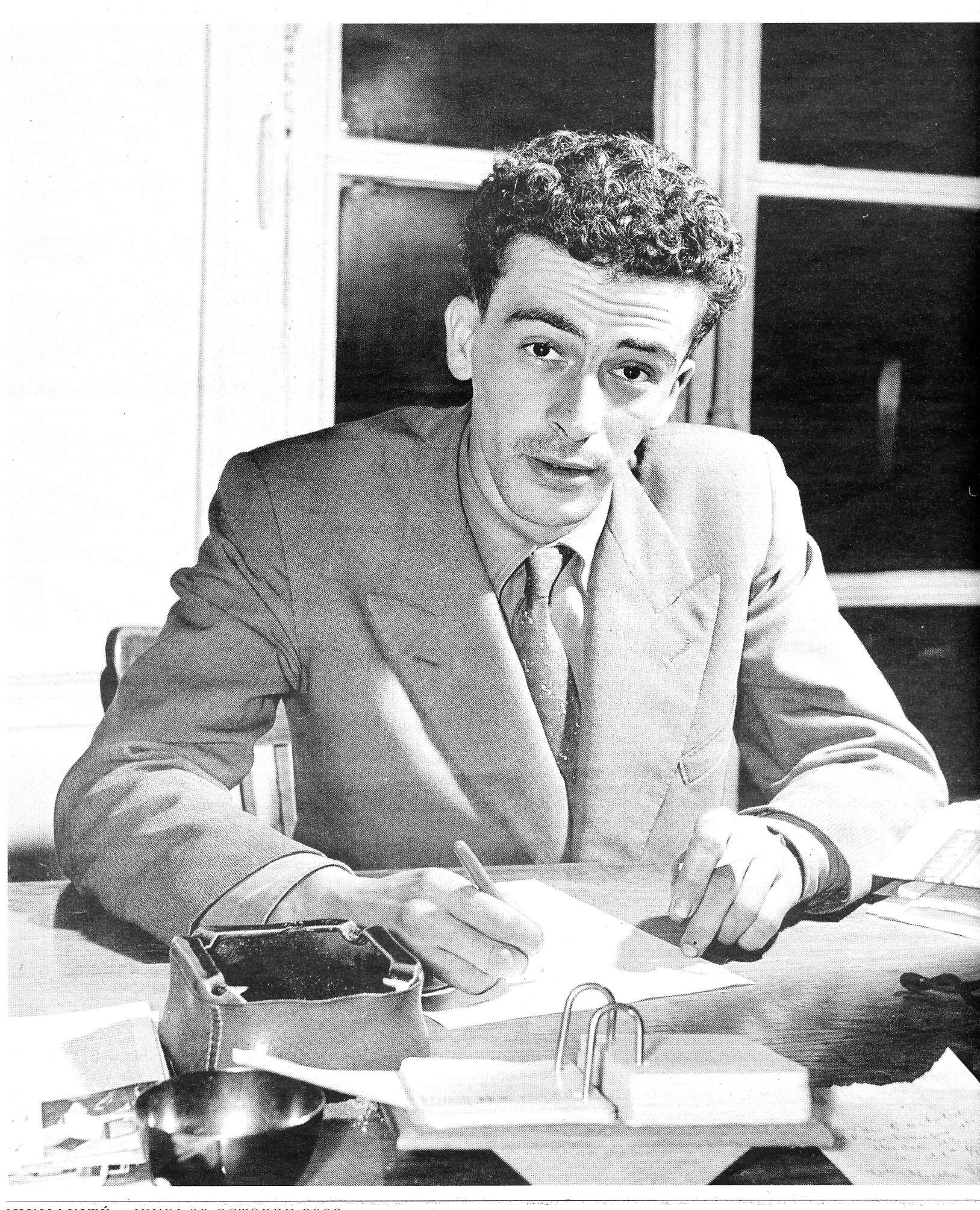
Kateb Yacine.

Tra gli scrittori più rilevanti, nel panorama algerino, troviamo Mohammed Dib (1920-2003), romanziere molto prolifico, con all'attivo più di trenta di romanzi, oltre a favole per bambini, poesie e racconti brevi. Come molti altri suoi contemporanei, Dib scriveva in francese. Vinse il Grand Prix de la Francophonie de l'Academie Francaise nel 1994 e tra le opere di maggior pregio si ricorda La Nuit Sauvage, una raccolta di tredici racconti che spiega la propria visione del mondo.
Tra gli scrittori di lingua araba tradotti in italiano ricordiamo la poetessa e scrittrice Ahlam Mosteghanemi (La memoria del corpo, trad. it. di Francesco Leggio), Ahmad Rida Huhu, Djilali Khellas (La tempesta dell'isola degli uccelli, trad. it. di Jolanda Guardi), at-Tahar Wattar (Il terremoto, trad. it. di Jolanda Guardi), Ahmad al-Hamid Benhaduga (Domani è un altro giorno, trad. it. di Jolanda Guardi). Tra gli scrittori algerini contemporanei che scrivono in francese, si ricorda Mohammed Moulessehoul, meglio noto con lo pseudonimo femminile di Yasmina Khadra (Cosa sognano i lupi?, trad. di Yasmina Mélaouah, L'attentato, trad. di Marco Bellini, Le rondini di Kabul, trad. di Marco Bellini).
Si possono citare inoltre Salim Bachi, Mouloud Feraoun e Kateb Yacine, anche poeta, il cui romanzo Nedjma (1956), è stato tradotto in varie lingue. E ancora Moufdi Zakaria considerato il poeta nazionale algerino.
Tra le scrittrici algerine che si sono distinte tra il XX e il XXI secolo ricordiamo Assia Djebar, esponente del pensiero femminista.

### Cinema

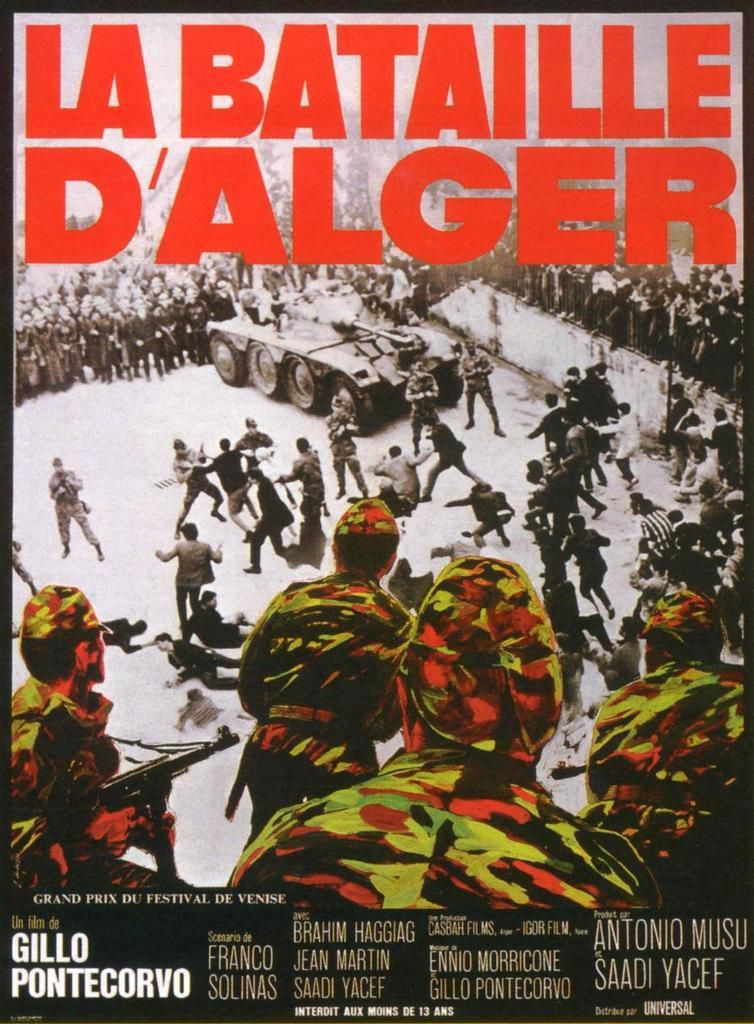
La battaglia di Algeri, film di Gillo Pontecorvo; Leone d'oro alla Mostra del Cinema di Venezia, 1966.

Il cinema algerino ha ricevuto significativi apprezzamenti nelle più importanti mostre internazionali. Tra questi il film vincitore della Palma d'oro al Festival di Cannes, Cronaca degli anni di brace, del 1975, diretto da Mohammed Lakhdar-Hamina. 
Altri film algerini degni di nota sono Poussières de vie, Days of Glory (Indigènes) del 2006, e Uomini senza legge, diretti dal regista franco-algerino Rachid Bouchareb che sono tutti e tre riusciti ad ottenere una nomination all'Oscar al miglior film in lingua straniera, rispettivamente nel 1996, nel 2007 e nel 2011. Primo film algerino a vincere l'Oscar al miglior film straniero fu, nel 1970, Z - L'orgia del potere, del regista Costa-Gavras.

### Teatro
Tra gli uomini di teatro che hanno segnato un periodo della sua storia in Algeria ci sono Ould Abderrahmane detto Kaki e Kadour Naimi.

### Musica
Genere tradizionale musicale dell'Algeria è il Raï.
Sono conosciuti, anche a livello internazionale, i cantanti Khaled, autore di singoli famosi tra cui C'est la vie (2012) e, tra gli altri cantanti si ricorda Cheb Mami.

### Gastronomia
La cucina algerina ha goduto delle influenze della cucina francese e fa parte della cucina araba.

### Scienza e tecnologia

#### L'Algeria nello spazio
- 28 novembre 2002: viene lanciato AlSat-1, il primo satellite nazionale algerino[21].

## Sport

### Calcio

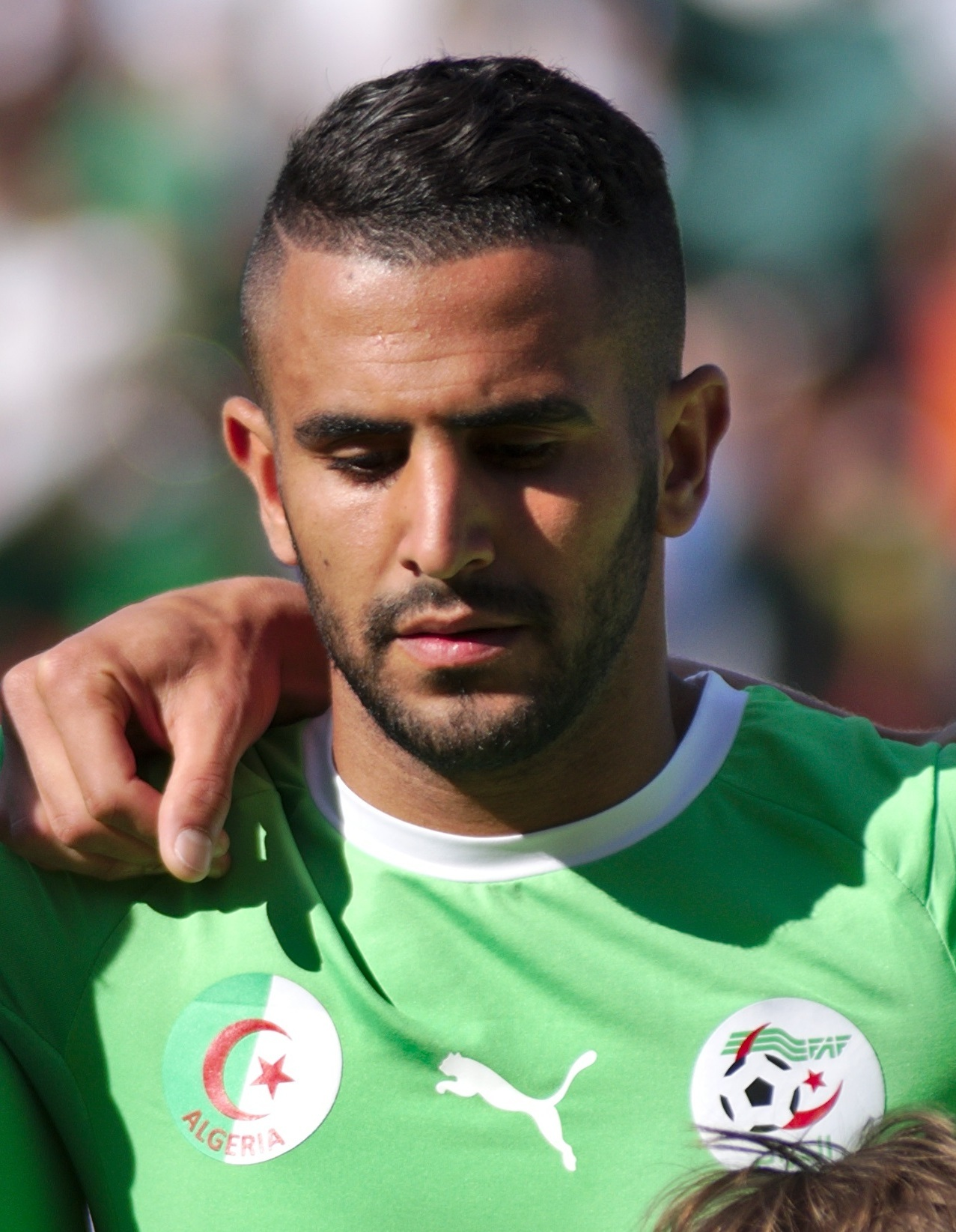
Riyadh Mahrez

La nazionale di calcio dell'Algeria è stata campione nella Coppa d'Africa nel 1990 e nel 2019. Si è classificata al secondo posto nel 1980 e al terzo posto nel 1984 e nel 1988. Si è qualificata ai Mondiali per la prima volta nel 1982, venendo eliminata al primo turno. Il miglior posizionamento ai Mondiali sono gli ottavi di finale del Mondiale 2014.
Tra i grandi giocatori algerini spiccano Lakhdar Belloumi e Rabah Madjer, inseriti nella lista dei Migliori calciatori del XX secolo IFFHS. Altri giocatori algerini importanti sono Abdelkader Ghezzal, Rafik Djebbour, Hassan Yebda, Sofiane Feghouli, Riyad Mahrez e Ismaël Bennacer

### Atletica leggera
Il primo atleta algerino a vincere una competizione olimpica è stato Boughéra El Ouafi che vinse la medaglia d'oro per la maratona, gareggiando per la Francia, nell'Olimpiade del 1928 di Amsterdam.
Sempre nell'atletica leggera spicca il mezzofondista Noureddine Morceli, vincitore di ben tre ori mondiali e ancora oro ai giochi olimpici 1996 di Atlanta nei 1500 m.

### Giochi olimpici
Primo atleta a vincere una medaglia d'oro olimpica per l'Algeria è Hassiba Boulmerka, nei 1500 metri piani, ai Giochi olimpici di Barcellona 1992.
Primo algerino a vincere una medaglia olimpica fu Mohamed Zaoui, nel pugilato, medaglia di bronzo a Los Angeles 1984.

## Tradizioni

### Folclore e mitologia
Tipici sono gli animali mitologici di Itherther e Thamuatz, che si ritrovano in vari racconti e ancora Achimi, un caratteristico dio bufalo africano.

### Festività
Il calendario islamico è lunare pertanto le festività islamiche non hanno giorni stabiliti per tutti gli anni.
Le principali sono:
- ʿĪd al-aḍḥa
- ʿĪd al-fitr
- Ramadan (mese celebrativo e dedicato al digiuno)
- Mawlid (giorno di nascita di Maometto, che ricorre il 12 del mese lunare di Rabīʿ al-àwwal)

Mentre le feste nazionali sono:
| Data        | Nome                                    | Significato                                                                                          |
| ----------- | --------------------------------------- | --- |
| 1º gennaio  | Capodanno                               | Celebrazione internazionale dell'inizio di un nuovo anno                                             |
| 12 gennaio  | Yennayer                                | Capodanno berbero                                                                                    |
| 1º maggio   | Festa del Lavoro                        | Ricorrenza internazionale della festa dei lavoratori                                                 |
| 5 luglio    | Festa dell'indipendenza (عيد الإستقلال‎) | Festa nazionale: Giorno dell'Indipendenza, dalla Francia, nel 1962, in seguito alla guerra d'Algeria |
| 1º novembre | Anniversario della rivoluzione          | Commemorazione data d'inizio della guerra d'Algeria, contro l'occupazione francese, nel 1954         |